# I Can Hear Music
I Can Hear Music är en sång, skriven av Jeff Barry, Ellie Greenwich och Phil Spector, som ursprungligen spelades in som singel av The Ronettes 1966, kort innan gruppen upplöstes. Låten blev då ingen kommersiell framgång. The Beach Boys återupptog låten och lanserade den 1969 på singel. Den blev en mindre hit i USA, men framgångsrikare i Europa. Den togs även med på albumet 20/20. Brian Wilson producerade vanligtvis gruppens inspelningar, men då hans intresse för detta minskat producerade hans bror Carl denna inspelning. Han sjunger även huvudstämman. Beach Boys version innehåller en kort a cappella-sektion.
1973 spelades låten in på singel av Freddie Mercury under pseudonymen Larry Lurex. Beach Boys spelade in låten på nytt 1996 tillsammans med Kathy Troccoli. Indepopduon She & Him släppte en version av låten 2010 som b-sida till singeln "In the Sun".

## Listplaceringar, The Beach Boys
| Lista (1969)   | Position               |
| -------------- | ---------------------- |
| Australien     | 13 (Go Set)            |
| Irland         | 15                     |
| Kanada         | 34 (RPM)               |
| Nederländerna  | 4                      |
| Nya Zeeland    | 11 (NZ Listner)        |
| Storbritannien | 10                     |
| Sverige        | 15 (Kvällstoppen)      |
| Sverige        | 5 (Tio i topp)         |
| USA            | 24 (Billboard Hot 100) |
| Vallonien      | 44                     |
| Västtyskland   | 13                     |